# جائزة بريطانيا الكبرى للدراجات النارية 1997
جائزة بريطانيا الكبرى للدراجات النارية 1997 هو سباق دراجات نارية أقيم بتاريخ 17 أغسطس 1997 في دونينجتون بارك. كان الجولة الحادية عشر من أصل 15 في سباق الجائزة الكبرى للدراجات النارية موسم 1997. فاز الأسترالي ميك دوهان بفئة 500 سي سي بينما جاء الياباني تادايوكي أوكادا في المركز الثاني وحصل على المركز الثالث البرازيلي أليكس باروس.

## وصلات خارجية
- الموقع الرسمي